# Pala Sforzesca

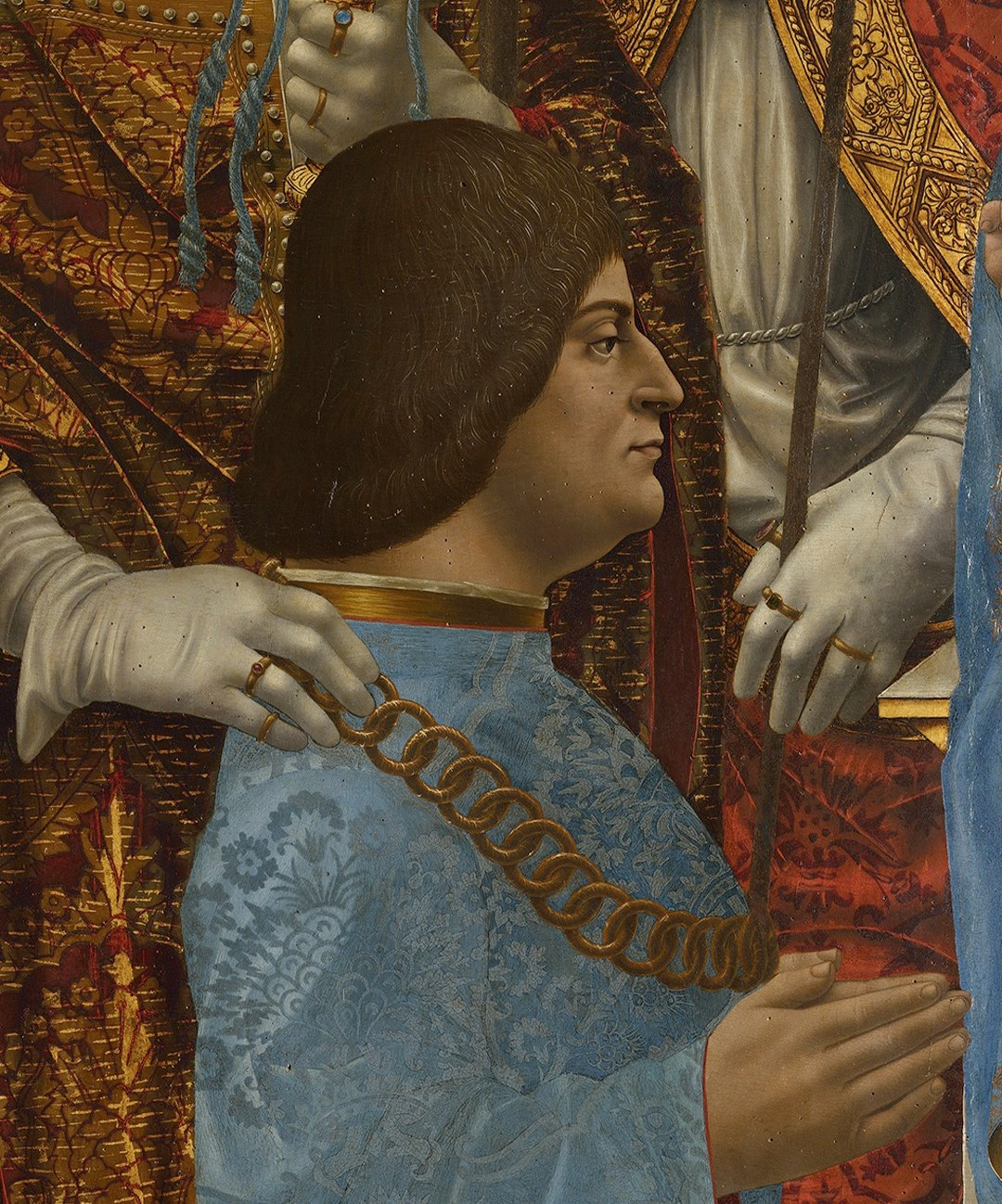
Détail, Ludovic dit « le More ».

La pala Sforzesca (ou Madonna con il Bambino, i dottori della Chiesa e la famiglia di Ludovico il Moro)
est un retable peint à tempera et huile sur panneau  (230 × 165 cm)  réalisé  en 1494-1495 et conservé  à la pinacothèque de Brera à Milan.

## Histoire
L’œuvre, d'un maître anonyme actif en Lombardie de 1490 à 1520 désigné comme  « Maître du retable Sforzesca » car principalement associé à ce retable et à l'Apparition de saint Ambroise à la bataille de Milan, est une commande de Ludovic « le More », et le montre avec toute la famille, dans l'intention de réaffirmer la légitimité de son pouvoir après la mort en 1494 de son neveu Jean Galéas, l'héritier légitime de Galéas Marie, frère de Ludovic.
Le retable, destiné initialement à l'église Saint-Ambroise ad Nemus à Milan, entre au musée après la suppression des ordres monastiques en 1808.
Les documents d'archives confirment la commande de 1494 mais ne permettent pas de découvrir le nom précis de son auteur. L'œuvre fut attribuée successivement à Ambrogio da Predis, à Antonio da Monzo, à Bernardino dei Conti et à Jacopo de Mottis.

## Description et style
Dans un riche et magnifique décor architecturé d'or se tient une « Conversation sacrée » : la Vierge et l'Enfant, trônant au centre, sont entourés, en isocéphalité, par les docteurs de l'Église : saint Ambroise, saint Grégoire, saint Augustin et saint Jérôme. Deux anges volent au-dessus de la scène, étendant la couronne ducale sur la tête, de Marie qui a un air léonardesque inspirée vraisemblablement par la Vierge aux rochers réalisée huit ans plus tôt.
Témoins de la scène, se tiennent  à genoux avec un profil rigide, le commanditaire  Ludovic « le More » à gauche du piédestal marial, accompagné de son épouse Béatrice d'Este à sa droite, et de deux fils, représentés en petites figures.
En identifiant ces deux derniers, la critique est divisée en deux lignes de pensée :
1. Qui, comme Francesco Malaguzzi Valeri, date le retable à 1494-95 reconnaît dans l’enfant du gauche Cesare Sforza, né du Moro et de sa maîtresse Cecilia Gallerani, qui aurait eu 3-4 ans, et à droite le premier-né légitime des ducs, Hercules Maximilien, 1-2 ans[3]. En fait, ce dernier avait toujours un cheveu tendance blond et pouvait difficilement être confondu avec le César brun. L’époque était en revanche très tolérante envers la progéniture illégitime et Béatrice n’a jamais nourri d’hostilité envers son beau-fils, en fait elle a permis à l’enfant de grandir à la cour avec ses frères[4].
2. L’objection soulevée par d’autres critiques, cependant, est que, dans une œuvre festive et officielle telle que la Pala Sforzesca, il est impossible que Ludovico ait décidé de dépeindre à côté de lui l’un des nombreux bâtards, sans aucune pertinence, né de lui par ses amants. Par conséquent, en déplaçant la datation vers 1496, ils identifient dans l’enfant de gauche Maximilien, âgé de 3-4 ans, et dans celui de droite le deuxième fils Sforce Francois, âgé de 1-2 ans[5].

Le faste dominant rappelle le haut rang de Ludovic par la profusion de nombreux éléments décoratifs.
Ambroise, le saint patron de Milan, pose sa main droite sur l'épaule de   Ludovic, en intercesseur du groupe divin du centre ; l'Enfant Jésus les bénit par un geste de la main.

## Source de la traduction
- (it) Cet article est partiellement ou en totalité issu de l’article de Wikipédia en italien intitulé « Pala Sforzesca » (voir la liste des auteurs).